# Парнис, Алексис
Алексис Парнис (греч. Αλέξης Πάρνης; 24 мая 1924, Пирей — 10 марта 2023) — греческий прозаик и поэт. Праведник мира.

## Биография
Перу Алексиса Парниса принадлежат пьесы «Последняя ночь Афин» (известна также под названием «Остров Афродиты», поставлена в Малом театре в 1960 году, режиссёр В. Г. Комиссаржевский, также шла в десятках театров по всему СССР), «Сухой остров», драма «Плацдарм», сборник стихов «К советской земле» (1951), «Сердце Греции», романы «Корректор», «Бульвар Пастернака» и «У каждого своя Прага», «Поэма о Белояннисе». Последнее произведение получил первую награду на Фестивали молодёжи и студентов в Варшаве.
В 1944 году, начиная с сентября, принимал участие в боевых действиях в составе ЭЛАС, в Декабрьских событиях получил серьёзное ранение.
В 1950 году Парнис приехал в СССР, один год прожил в Ташкенте, в 1951 году поступил в Литературный институт имени А. М. Горького. Во время учёбы познакомился с Борисом Пастернаком, Назымом Хикметом, Константином Фединым, Борисом Полевым, Константином Симоновым, Леонидом Мартыновым, Александрам Твардовским, Аркадием Кулешовым и другими писателями СССР.
В 1955 году был участником V Всемирного фестиваля молодёжи и студентов в Варшаве.
В 1960 году писатель Борис Полевой способствовал постановке пьесы «Последняя ночь Афин» Парниса в советских театрах. Первоначально сам Парнис предложил эту пьесу в несколько театров, но везде получил отказ, по всей видимости причиной было исключение Париса из рядов Коммунистической партии Греции. Тогда Полевой послал пьесу со своим сопроводительным письмом Софье Гиацинтовой, являвшейся членом художественного совета драматического театра им. К. С. Станиславского. Но Софья Владимировна заболела, и это помешало ей вынести пьесу на худсовет в театре. Однако она свела Парниса и режиссёра Виктора Комиссаржевского, тот как раз искал пьесу, в которой могла бы играть выдающаяся актриса Малого театра Вера Пашенная. Виктор Григорьевич дал прочитать пьесу Пашенной, и та решила, что роль пожилой греческой матери именно для неё. Поскольку она была осведомлена о причинах отказа в постановке пьесы в других театрах, Вера Николаевна решила позвонить Никите Сергеевичу Хрущёву, с семьёй которого была дружна. Поскольку вопрос был решён на самом высоком уровне, Виктор Комиссаржевский приступил к постановке. В сентябре 1960 года пьеса была опубликована в журнале «Новый Мир». В первом полугодии 1961 года пьесу играли уже в 171 театре по всему Советскому Союзу, а в конце года в 181 театре. Её высоко ценил Назым Хикмет, сравнив в предисловии к сборнику «Греция моя Родина» стихи Парниса с поэзией Омара Хайяма, Рабиндраната Тагор, Н. А. Некрасова, отмечая, что все эти авторы легко переводимы на другие языки. Хикмет отметил, что «Парнис умеет пользоваться красотой своего языка».
В декабре 1962 года Парнис вернулся в Грецию.
Позднее его пьесы ставились в греческих театрах, например в национальном театре северной Греции. Среди них антифашистская драма «Открытый счёт». Издал антисталинский роман «Корректор» (русский перевод в 2016), антологию «Русский Парнас». Поэта приглашали в США прочитать лекции о Советско Союзе, но тот отказался.
Во время Второй мировой войны в семье Алексиса Парниса была укрыта еврейская семья. За это в 1992 году Алексис был удостоен израильской организацией «Яд Вашем» почётного звания Праведника мира.
На русский язык произведения Парниса переводили Леонид Мартынов, Борис Слуцкий, М.Павлова, на белорусский — Аркадий Кулешов, переводился также на английский, польский, румынский, албанский и китайский языки.
Скончался 10 марта 2023 года.